# Ferrari F2003-GA
La Ferrari F2003-GA è un'automobile monoposto di Formula 1, la quarantanovesima utilizzata dalla Scuderia Ferrari, che gareggiò nel Campionato mondiale di Formula 1 2003.

## Sviluppo
Evoluzione della F2002, la sigla finale "GA" sta per Gianni Agnelli, deceduto il 24 gennaio, poco prima della presentazione ufficiale della vettura, avvenuta il 7 febbraio. La F2003-GA si presenta infatti molto simile alla progenitrice e prosegue nell'intento di ottimizzare l'efficienza aerodinamica della vettura: a questo proposito, il maggior intervento fatto è stato quello di abbassare ulteriormente il centro di gravità della vettura.

### Aerodinamica

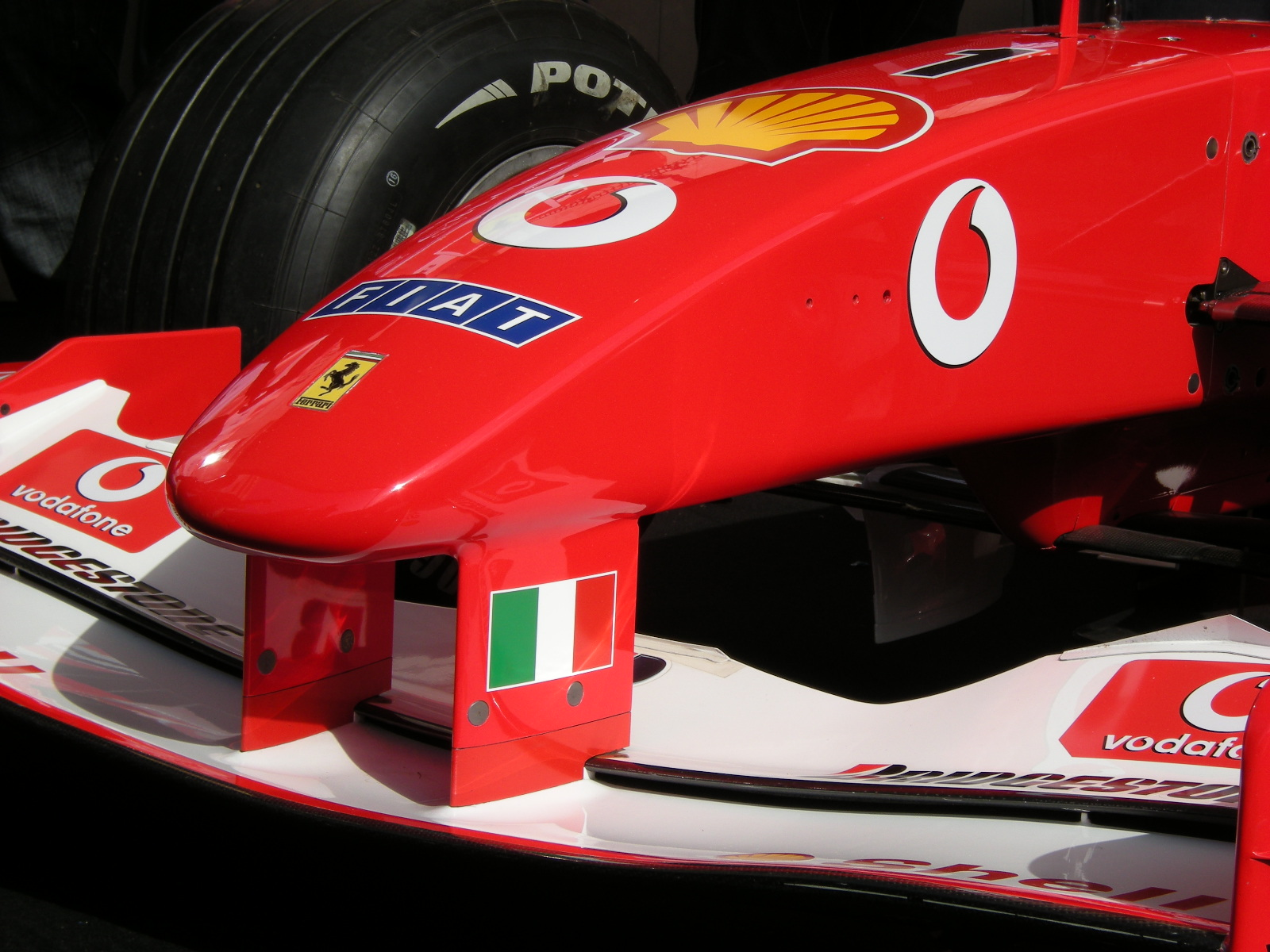
Dettaglio dell'anteriore

Per ottimizzare i flussi aerodinamici interni ed esterni della vettura, il disegno delle pance della vettura che ospitano i radiatori è stato rivisto: la parte anteriore della fiancata risulta fortemente scavata, in modo tale da generare un maggior carico aerodinamico lavorando in coabitazione al fondo scalinato. Il passo della vettura è stato aumentato rispetto a quello della F2002, tanto per esigenze di distribuzione dei pesi quanto per ridurre gli effetti nocivi delle turbolenze delle ruote verso il corpo vettura. I radiatori sono stati ulteriormente avanzati e allargati parimenti alla riduzione della larghezza massima della scocca nella zona del serbatoio della benzina, che è leggermente più stretto e più lungo rispetto alla F2002, con lo scopo di migliorare il rendimento del propulsore.

### Motore
Lo 052 presenta alcune differenze rispetto alla versione precedente in quanto l'angolo delle bancate è leggermente ristretto rispetto ai 90° dei motori precedenti: questa minima differenza è spiegata dalla necessità di contenere gli ingombri della nuova unità motrice senza però influenzare i pesi. Il baricentro risulta inoltre ulteriormente abbassato, se confrontato con quello della F2002, grazie al lavoro sulla testata, resa più leggera riducendo le dimensioni e lavorando su nuove leghe di alluminio che ne costituiscono il basamento.

## Scheda tecnica
| Caratteristiche tecniche - Ferrari F2003-GA            | Caratteristiche tecniche - Ferrari F2003-GA                                                                        | Caratteristiche tecniche - Ferrari F2003-GA                                                                        | Caratteristiche tecniche - Ferrari F2003-GA                                                                        | Caratteristiche tecniche - Ferrari F2003-GA                                                                        | Caratteristiche tecniche - Ferrari F2003-GA                                                                        |
| ------------------------------------------------------ | --- | --- | --- | --- | --- |
|                                                        | | | | | |
| Configurazione                                         | | | | | |
| Carrozzeria: monoposto                                 | Carrozzeria: monoposto                                                                                             | Posizione motore: posteriore                                                                                       | Posizione motore: posteriore                                                                                       | Trazione: posteriore                                                                                               | Trazione: posteriore                                                                                               |
| Dimensioni e pesi                                      | | | | | |
| Ingombri (lungh.×largh.×alt. in mm): 4445 × 1796 × 959 | Ingombri (lungh.×largh.×alt. in mm): 4445 × 1796 × 959                                                             | Ingombri (lungh.×largh.×alt. in mm): 4445 × 1796 × 959                                                             | Ingombri (lungh.×largh.×alt. in mm): 4445 × 1796 × 959                                                             | Diametro minimo sterzata:                                                                                          | Diametro minimo sterzata:                                                                                          |
| Interasse: 3010 mm                                     | Interasse: 3010 mm                                                                                                 | Carreggiate: anteriore 1470 - posteriore 1405 mm                                                                   | Carreggiate: anteriore 1470 - posteriore 1405 mm                                                                   | Altezza minima da terra:                                                                                           | Altezza minima da terra:                                                                                           |
| Posti totali: 1                                        | Posti totali: 1 | Bagagliaio: | Bagagliaio: | Serbatoio: 141 l                                                                                                   | Serbatoio: 141 l                                                                                                   |
| Masse                                                  | / in ordine di marcia: 600 kg                                                                                      | / in ordine di marcia: 600 kg                                                                                      | / in ordine di marcia: 600 kg                                                                                      | / in ordine di marcia: 600 kg                                                                                      | / in ordine di marcia: 600 kg                                                                                      |
| Meccanica                                              | | | | | |
| Tipo motore: Ferrari tipo 052 V10 90°                  | Tipo motore: Ferrari tipo 052 V10 90°                                                                              | Tipo motore: Ferrari tipo 052 V10 90°                                                                              | Cilindrata: 2 997 cm³                                                                                              | Cilindrata: 2 997 cm³                                                                                              | Cilindrata: 2 997 cm³                                                                                              |
| Distribuzione: pneumatica                              | Distribuzione: pneumatica                                                                                          | Distribuzione: pneumatica                                                                                          | Alimentazione: Iniezione elettronica digitale Magneti Marelli                                                      | Alimentazione: Iniezione elettronica digitale Magneti Marelli                                                      | Alimentazione: Iniezione elettronica digitale Magneti Marelli                                                      |
| Prestazioni motore                                     | Potenza: 840 CV | Potenza: 840 CV | Potenza: 840 CV | Potenza: 840 CV | Potenza: 840 CV |
| Accensione: elettronica Magneti Marelli statica        | Accensione: elettronica Magneti Marelli statica                                                                    | Accensione: elettronica Magneti Marelli statica                                                                    | Impianto elettrico: Magneti Marelli                                                                                | Impianto elettrico: Magneti Marelli                                                                                | Impianto elettrico: Magneti Marelli                                                                                |
| Frizione: multidisco                                   | Frizione: multidisco                                                                                               | Frizione: multidisco                                                                                               | Cambio: longitudinale Ferrari, 7 marce e retromarcia (comando semiautomatico sequenziale a controllo elettronico)  | Cambio: longitudinale Ferrari, 7 marce e retromarcia (comando semiautomatico sequenziale a controllo elettronico)  | Cambio: longitudinale Ferrari, 7 marce e retromarcia (comando semiautomatico sequenziale a controllo elettronico)  |
| Telaio                                                 | | | | | |
| Corpo vettura                                          | materiali compositi, a nido d'ape con fibre di carbonio                                                            | materiali compositi, a nido d'ape con fibre di carbonio                                                            | materiali compositi, a nido d'ape con fibre di carbonio                                                            | materiali compositi, a nido d'ape con fibre di carbonio                                                            | materiali compositi, a nido d'ape con fibre di carbonio                                                            |
| Sospensioni                                            | anteriori: indipendenti con puntone e molla di torsione / posteriori: indipendenti con puntone e molla di torsione | anteriori: indipendenti con puntone e molla di torsione / posteriori: indipendenti con puntone e molla di torsione | anteriori: indipendenti con puntone e molla di torsione / posteriori: indipendenti con puntone e molla di torsione | anteriori: indipendenti con puntone e molla di torsione / posteriori: indipendenti con puntone e molla di torsione | anteriori: indipendenti con puntone e molla di torsione / posteriori: indipendenti con puntone e molla di torsione |
| Freni                                                  | anteriori: a disco autoventilanti in carbonio / posteriori: a disco autoventilanti in carbonio                     | anteriori: a disco autoventilanti in carbonio / posteriori: a disco autoventilanti in carbonio                     | anteriori: a disco autoventilanti in carbonio / posteriori: a disco autoventilanti in carbonio                     | anteriori: a disco autoventilanti in carbonio / posteriori: a disco autoventilanti in carbonio                     | anteriori: a disco autoventilanti in carbonio / posteriori: a disco autoventilanti in carbonio                     |
| Pneumatici                                             | Bridgestone / Cerchi: 13" BBS in lega leggera                                                                      | Bridgestone / Cerchi: 13" BBS in lega leggera                                                                      | Bridgestone / Cerchi: 13" BBS in lega leggera                                                                      | Bridgestone / Cerchi: 13" BBS in lega leggera                                                                      | Bridgestone / Cerchi: 13" BBS in lega leggera                                                                      |

## Carriera agonistica

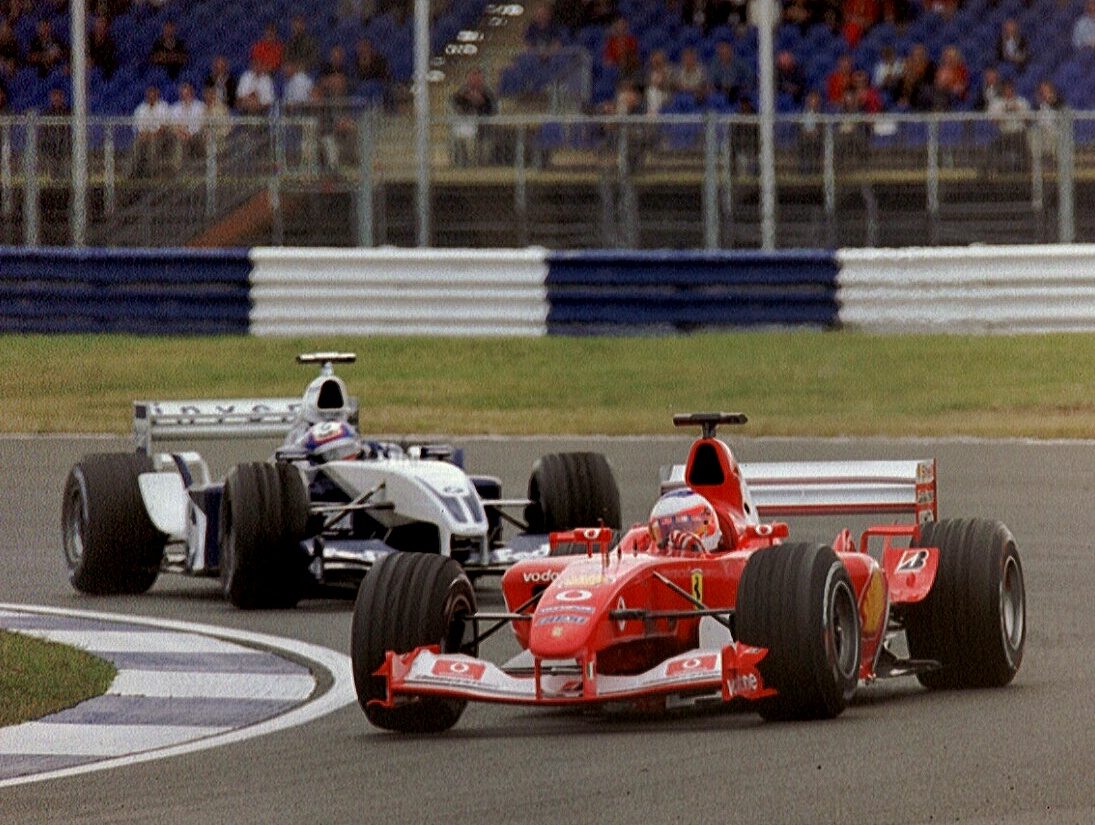
Rubens Barrichello in battaglia con la Williams FW25 di Juan Pablo Montoya nel vittorioso Gran Premio di Gran Bretagna

La prima gara disputata, il 4 maggio 2003, è il Gran Premio di Spagna in sostituzione della Ferrari F2002 dell'anno precedente, vettura con cui la Scuderia Ferrari aveva iniziato la stagione. La F2003-GA ha ottenuto sette vittorie – Spagna, Austria, Canada, Italia e Stati Uniti d'America con Michael Schumacher, e Gran Bretagna e Giappone con Rubens Barrichello – totalizzando 126 punti, 75 conquistati dal tedesco – riconfermatosi campione del mondo per la terza volta consecutiva e quinta totale – e 51 dal brasiliano.

## Risultati completi
| Anno | Team                      | Motore              | Gomme | Piloti       |  |  |  |  |   |   |   |   |   |   |   |     |     |   |     |   | Punti | Pos. |
| ---- | ------------------------- | ------------------- | ----- | ------------ |  |  |  |  | - | - | - | - | - | - | - | --- | --- | - | --- | - | ----- | ---- |
| 2003 | Scuderia Ferrari Marlboro | Ferrari 052 3.0 V10 | B     | M.Schumacher |  |  |  |  | 1 | 1 | 3 | 1 | 5 | 3 | 4 | 7   | 8   | 1 | 1   | 8 | 158   | 1º   |
| 2003 | Scuderia Ferrari Marlboro | Ferrari 052 3.0 V10 | B     | Barrichello  |  |  |  |  | 3 | 3 | 8 | 5 | 3 | 7 | 1 | Rit | Rit | 3 | Rit | 1 | 158   | 1º   |

| Legenda | 1º posto     | 2º posto | 3º posto    | A punti         | Senza punti/Non class.  | Grassetto – Pole position Corsivo – Giro più veloce |
| Legenda | Squalificato | Ritirato | Non partito | Non qualificato | Solo prove/Terzo pilota | Grassetto – Pole position Corsivo – Giro più veloce |